# 胎生紫堇
胎生紫堇（学名：Corydalis vivipara）为罂粟科紫堇属下的一个种。

## 扩展阅读
維基物種上的相關：胎生紫堇